# Pod wiatr (album Dżemu)
Pod wiatr – album studyjny zespołu Dżem, wydany 15 września 1997 roku.
Nagrań dokonano w Studio "J.M. Audio" Jacka Mastykarza w Krakowie w listopadzie i grudniu 1996. Realizatorem dźwięku był Piotr Brzeziński i Wojciech Siwiecki. Mastering – Grzegorz Piwkowski. Projekt okładki – Sławek Ochotny.

## Lista utworów
1. "To tylko dwa piwa" (Beno Otręba – Dariusz Dusza) – 4:52
2. "Miliony srebrnych łez" (Beno Otręba – Dariusz Dusza) – 6:12
3. "Alex" (Adam Otręba – Jacek Dewódzki) – 6:13
4. "Tylko dla wybranych" (Jerzy Styczyński – Jacek Dewódzki) – 4:09
5. "W pułapce" (Beno Otręba – Dariusz Dusza) – 5:35
6. "Słoneczny dzionek w Pewli Wielkiej" (Beno Otręba) – 6:47
7. "Jak w dominie" (Beno Otręba – Dariusz Dusza) – 3:45
8. "Gonić ciebie" (Adam Otręba – Jacek Dewódzki, Bańka) – 6:20
9. "Bym zobaczyć mógł" (Adam Otręba – Jacek Dewódzki, Bańka) – 5:38
10. "Jeden zwyczajny dzień" (Beno Otręba – Dariusz Dusza) – 8:16

## Muzycy
- Paweł Berger – instrumenty klawiszowe
- Jacek Dewódzki – śpiew
- Adam Otręba – gitara
- Beno Otręba – gitara basowa
- Jerzy Styczyński – gitara
- Zbigniew Szczerbiński – perkusja

## Wydawnictwa
- CD Box Music / Pomaton EMI 7243 8 21550 2 7;  15 września 1997
- MC Box Music / Pomaton EMI 8 21550 4;  15 września 1997
- CD Pomaton EMI 6260210; 6 kwietnia 2010 (jako BOX 2CD wraz z albumem Być albo mieć)